# Metrichia rona
Metrichia rona is een schietmot uit de familie Hydroptilidae. De soort komt voor in het Neotropisch gebied.